# Optimáti
Optimáti (latinsky optimates, „nejlepší muži“; známí rovněž jako boni, „dobří muži“) byla aristokratická a silně konzervativní frakce v pozdní římské republice, jež se vyprofilovala v době reformního hnutí bratří Gracchů (Tiberia a Gaia). Jejím cílem bylo omezení moci lidových shromáždění a tribunů lidu a posílení role senátu, který byl více nakloněn prosazování zájmů nobility. Optimáti byli obzvláště znepokojeni vzestupem ambiciózních vojevůdců, kteří se s podporou tribunů, lidových shromáždění a svých vojáků chopili moci na úkor senátu a aristokracie.
Optimáti byli podporováni vznešenými rody (nobiles), proti nimž se stavěli novi homines („noví lidé“) v římské politice. Horlivým stoupencem optimátů byl také Cicero, třebaže on sám patřil mezi „nové lidi“, neboť byl prvním členem své rodiny, který byl připuštěn do římského senátu. Optimáti ho proto mezi sebe nikdy zcela nepřijali. V souladu se svými politickými zásadami optimáti vytrvale vzdorovali snahám o rozšíření římského občanství na Italiky a usilovali o zachování zvyků svých předků (mos maiorum). Rovněž bránili talentovaným vojevůdcům, jako byli Gaius Marius, Pompeius a Julius Caesar, ve využívání jejich armád k nabytí takové moci, jež  by jim umožnila odstavit senát. Z tohoto důvodu se snažili Mariovi zabránit v odvádění chudých Římanů do vojska a v později v rozdělování veřejné půdy veteránům.
Vrcholu svého vlivu dosáhli optimáti za diktatury Lucia Cornelia Sully v letech 82 až 80 př. n. l. Během jeho vlády byly shromážděním a tribunům lidu odňaty jejich kompetence. Tisíce stoupenců populárů byly popraveny nebo zavražděny poté, co byla jejich jména zařazena na seznamy proskribovaných. Počet členů senátu byl zvýšen ze 300 na 600 přibráním nejvýznamnějších jezdců. Nicméně po Sullově rezignaci a následné smrti byla mnohá z jeho opatření postupně zrušena.
Kromě Cicerona a Sully náleželi mezi optimáty také četní význační politici včetně Catona mladšího, Tita Annia Milona, Marca Junia Bruta či Gaia Cassia Longina. Pompeia, přestože se optimáti mnohokrát během jeho politické kariéry postavili proti němu, lze považovat za vůdce optimátů od okamžiku vypuknutí občanské války s Caesarem.